# 卡斯特霍爾姆城堡

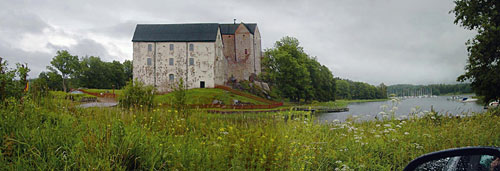
卡斯特霍尔姆城堡（摄于2004年）

卡斯特霍爾姆城堡鸟瞰图

卡斯特霍爾姆城堡（瑞典語：Kastelholms slott）是一座由瑞典人修建的中世紀城堡，位於芬蘭奧蘭群島城市松德，距瑪麗港東北約25 km（16 mi）。卡斯特霍爾姆城堡是芬蘭五座現存的中世紀城堡之一。卡斯特霍爾姆城堡修建於14世紀，有護城河保護，曾經擁有重要的戰略建築，也曾多次被毀。現在卡斯特霍爾姆城堡是奧蘭群島重要的旅遊景點。